# Алексеевка (Грибановский район)
Алексе́евка — село в Грибановском районе Воронежской области.
Административный центр Алексеевского сельского поселения.

## Население
| 2010 |
| ---- |
| 492  |

## Улицы
| - пер. Красный 1-й, - пер. Красный 2-й, - ул. Микрорайон, - ул. Молодёжная, | - ул. Приовражная, - ул. Свобода, - ул. Центральная. |

## Известные уроженцы
- Жданкин, Иван Степанович (1912—1978) — советский работник сельского хозяйства, Герой Социалистического Труда.